# 치파고추
치파고추(태국어: พริกชี้ฟ้า 프릭 치파[*])는 태국의 재배종 고추이다. 흔히 "태국 고추"로 부르는 작고 매운 새눈고추(쥐똥고추)보다 크기가 크고 덜 매우며, 한국에서 "청양고추"나 "할라페뇨고추"같이 특별히 이름을 명시하지 않고 "고추"라 하면 보통 녹광고추를 가리키듯이, 태국에서는 "고추"라 하면 보통 치파고추를 가리킨다. 태국 요리에서 깽(태국식 커리) 페이스트나 남 프릭(고추 소스), 시라차 소스 등을 만들 때 흔히 쓰인다.

## 같이 보기
- 고추
- 스코빌 척도